# Dwór Franciszka Piątkowskiego w Rzeszowie
Dwór zlokalizowany jest w rzeszowskim Śródmieściu przy ulicy Reformackiej.
Budynek powstał przed 1730 roku dla nadwornego bibliotekarza rodziny Lubomirskich – F. Piątkowskiego. Budynek wznosi się na planie prostokąta, bokiem do ulicy. Sąsiaduje z założeniem dworskim Skrzyńskich i ogródkiem jordanowskim. Po drugiej stronie ulicy znajduje się kościół garnizonowy. Kolejnymi właścicielami byli Szterbachtów, następnie Hinglerów, później Tabińskich, z wyjątkiem 3 lat kiedy posesja należała do Neumanów, a od 2003 r. należy do Lenkowskich.
Budynek jest w swej formie prosty. Front podzielony jest symetrycznie 2 rzędami okien. Nad głównym wejściem, na wysokości poddasza widoczny jest zrekonstruowany szczyt, który usunięto w XIX wieku. Fasada podzielona jest na 3 części, z których środkowa lekko występuje i jest zdobiona boniowaniem. 2 części boczne posiadają po 4 (2 × 2) prostokątne okna. Na fasadzie widoczne są typowe dla regencji maski, girlandy, zwisy kompanulowe, rozetki. Wnętrze, a zwłaszcza parter posiadało charakter reprezentacyjny, o czym świadczą rozmieszczenie pomieszczeń i bogate polichromie. Na szczególną uwagę zasługuje obramienie komina w postaci malowidła 2 popiersi na pilastrach, pochodzące z XIX wieku i zrekonstruowane kilka lat temu. Freski ścienne natomiast pozostawione są jako fragmentaryczne relikty. Obecnie w budynku mieści się szkoła językowa.